# زندگی من (هلن کلر)
زندگی من (انگلیسی: The Story of My Life)، نام کتابی است که در سال ۱۹۰۳ توسط هلن کلر منتشر شد. در این خودزندگی‌نامه، هلن کلر به بیان جزئیات سالهای اوله زندگیش و به ویژه تجربیاتش با معلمش آن سالیوان می‌پردازد. این کتاب به الکساندر گراهام بل تقدیم شده است، در تقدیم نامه این کتاب چنین آورده شده است:
من داستان زندگیم را تقدیم می‌کنم به الکساندر گراهام بل، کسی که به ناشنوا آموخت صحبت کند و بتواند از اقیانوس اطلس تا رشته کوه‌های راکی به سخنرانی‌ها گوش فرا دهد.

## تاریخچه انتشار
هلن کلر در سال ۱۹۰۲ زمانی که هنوز در «کالج رادکلیف» تحصیل می‌کرد، شروع به نوشتن کتاب زندگی من کرد، در همان سال این نوشته‌ها به صورت مجموعه مقالاتی در مجله زنان خانه‌دار جاپ شدند. در سال بعد این مقالات به صورتی کتابی توسط شرکت «دابل دی» منتشر شد و مورد استقبال قرار گرفت.